# Roncaro
Roncaro là một đô thị ở tỉnh Pavia trong vùng Lombardia của Ý, có cự ly khoảng 30 km về phía đông nam của Milan và khoảng 12 km về phía đông bắc của Pavia. Tại thời điểm ngày 31 tháng 12 năm 2004, đô thị này có dân số 761 người và diện tích là 4,9 km².
Roncaro giáp các đô thị sau: Cura Carpignano, Lardirago, Marzano, Sant'Alessio con Vialone, Vistarino.